# Alberto Iglesias (compositor)
Alberto Iglesias Fernández-Berridi (San Sebastián, 21 de octubre de 1955) es un compositor español.
Es hermano de la escultora Cristina Iglesias (1956).

## Trayectoria profesional
Iglesias es autor de la música para diversas películas de cine españolas y extranjeras, las cuales muchas de ellas dirigidas por el cineasta manchego Pedro Almodóvar. Ha sido nominado en cuatro ocasiones a los Premios Óscar por El jardinero fiel (The Constant Gardener), Cometas en el cielo (The Kite Runner), El topo (Tinker Tailor Soldier Spy) y Madres paralelas. Ha ganado además muchos otros premios y reconocimientos nacionales e internacionales, entre los que destacan sus muy numerosos premios y nominaciones a los Premios Goya de la Academia de las Artes y las Ciencias Cinematográficas de España.

## Filmografía (parcial)
- 1978: Paisaje, cortometraje dirigido por Montxo Armendáriz.
- 1981: La conquista de Albania, dirigida por Alfonso Ungría
- 1984: La muerte de Mikel, dirigida por Imanol Uribe
- 1992: Vacas, dirigida por Julio Medem.
- 1993: La ardilla roja, dirigida por Julio Medem.
- 1995: La flor de mi secreto, dirigida por Pedro Almodóvar.
- 1996: Tierra, dirigida por Julio Medem.
- 1997: Carne trémula, dirigida por Pedro Almodóvar.
- 1997: La camarera del Titanic, dirigida por Bigas Luna.
- 1998: Los amantes del círculo polar, dirigida por Julio Medem.
- 1999: Todo sobre mi madre, dirigida por Pedro Almodóvar.
- 2001: Lucía y el sexo, dirigida por Julio Medem.
- 2002: Hable con ella, dirigida por Pedro Almodóvar.
- 2002: Pasos de baile, (The Dancer Upstairs), dirigida por John Malkovich.
- 2003: Comandante, dirigida por Oliver Stone.
- 2003: Te doy mis ojos, dirigida por Icíar Bollaín.
- 2004: La mala educación, dirigida por Pedro Almodóvar.
- 2005: El jardinero fiel (The Constant Gardener), dirigida por Fernando Meirelles.
- 2006: Volver, dirigida por Pedro Almodóvar.
- 2007: Cometas en el cielo (The Kite Runner), dirigida por Marc Forster.
- 2008: Che, dirigida por Steven Soderbergh.
- 2009: Los abrazos rotos, dirigida por Pedro Almodóvar.
- 2010: También la lluvia, dirigida por Icíar Bollaín.
- 2011: Le Moine, dirigida por Dominik Moll.
- 2011: La piel que habito, dirigida por Pedro Almodóvar.
- 2011: Tinker Tailor Soldier Spy, dirigida por Tomas Alfredson.
- 2013: Los amantes pasajeros, dirigida por Pedro Almodóvar.
- 2014: The Two Faces of January, dirigida por Hossein Amini.
- 2014: Exodus: Gods and Kings, dirigida por Ridley Scott.
- 2015: Ma Ma, dirigida por Julio Medem.
- 2016: Julieta, dirigida por Pedro Almodóvar.
- 2016: Spain in a Day, dirigida por Isabel Coixet.
- 2017: La cordillera, dirigida por Santiago Mitre.
- 2018: Quién te cantará, dirigida por Carlos Vermut.
- 2018: Yuli, dirigida por Icíar Bollaín.
- 2019: Dolor y Gloria, dirigida por Pedro Almodóvar.
- 2020: La voz humana, dirigida por Pedro Almodóvar.
- 2021: Maixabel, dirigida por Icíar Bollaín.
- 2021: Madres Paralelas, dirigida por Pedro Almodóvar.
- 2021: O Night Divine, dirigida por Luca Guadagnino.
- 2023: Extraña forma de vida, dirigida por Pedro Almodóvar.
- 2024:  La habitación de al lado, dirigida por Pedro Almodóvar.

### Otros trabajos
- Música para ballet

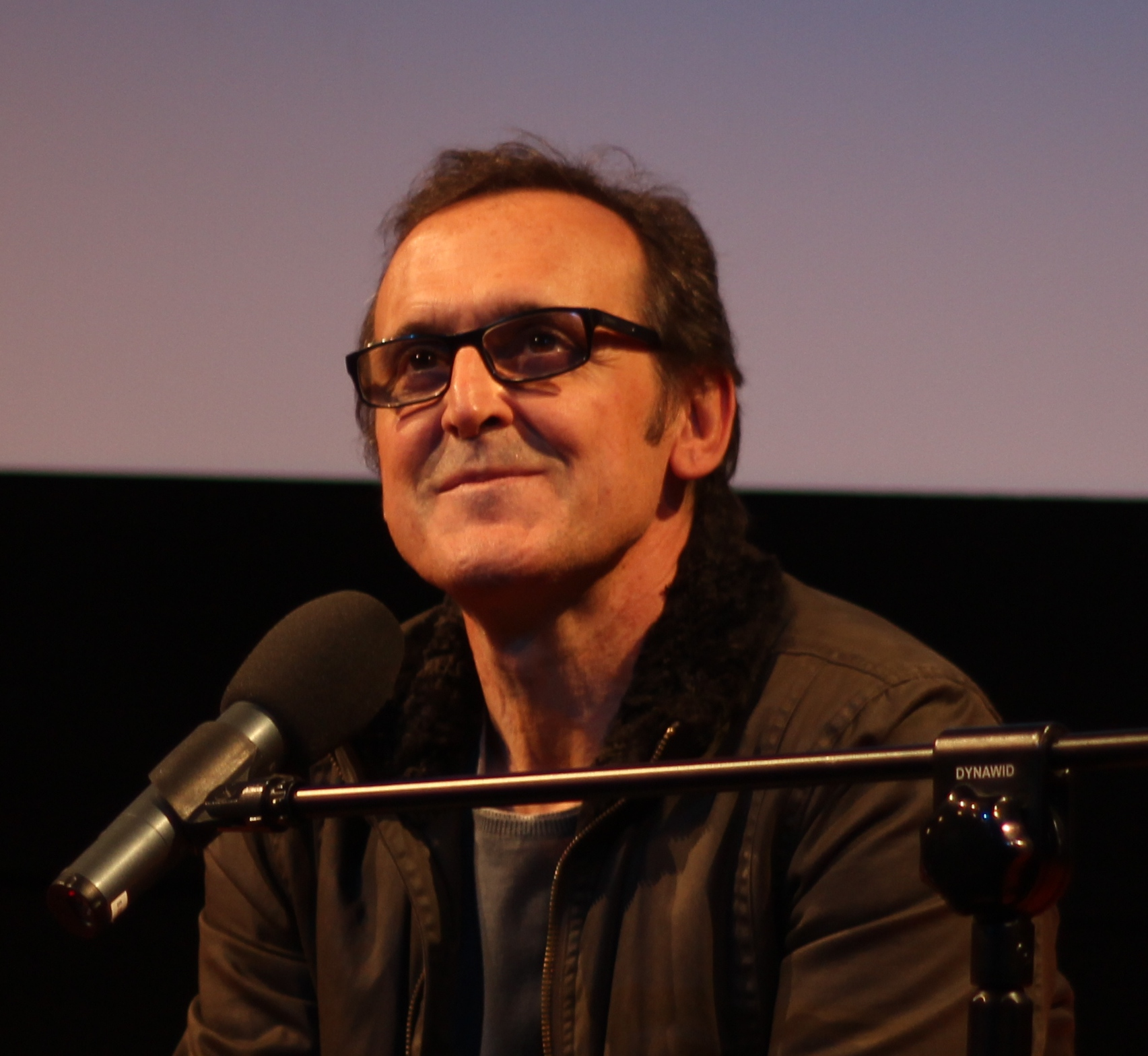
Alberto Iglesias (2013)

  - 1992: Cautiva, composición y producción para el coreógrafo español Nacho Duato y la Compañía Nacional de Danza.
  - 1994: Tabulae, ídem
  - 1995: Cero sobre cero, ídem.
  - 1997: Self, ídem
- Otras composiciones
  - 1988: SH-H-H, obra para cuarteto de cuerda y música electrónica.
  - 1992: Cautiva, obra musical sobre textos de James Joyce y Ezra Pound.
  - 1996: Group of Dogs, piezas breves para ensemble.
  - 2000: Habitación en Do, para grupo instrumental.
  - 2001: A Registered Patent - A Drummer Inside a Rotating Box, pieza radiofónica con texto de Juan Muñoz e interpretada por John Malkovich.
  - 2007: Assault To the Castle, obra orquestal y vocal en ocho movimientos.
  - 2007: Orfeo en Palermo, obra para violonchelo solista, efectos especiales, narrador y orquesta en dos movimientos.
  - 2009: In the Land of the Lemon Trees, obra para Soprano, Guitarra y Orquesta, compuesta en tres movimientos e inspirada en tres poemas de John Ashbery, René Char y Wallace Stevens.
  - 2010: Cuarteto Breve, pieza para Cuarteto de Cuerda escrita en un único movimiento. Encargo del Liceo de Cámara en conmemoración del 40.º Aniversario del Tokyo String Quartet, formación responsable de su estreno.

## Premios y nominaciones
Premios Óscar
| Año  | Categoría                   | Película                  | Resultado |
| ---- | --------------------------- | ------------------------- | --------- |
| 2006 | Mejor banda sonora original | El jardinero fiel         | Nominado  |
| 2008 | Mejor banda sonora original | Cometas en el cielo       | Nominado  |
| 2012 | Mejor banda sonora original | Tinker Tailor Soldier Spy | Nominado  |
| 2021 | Mejor banda sonora original | Madres paralelas          | Nominado  |

Premios Goya
| Año  | Categoría             | Película                      | Resultado |
| ---- | --------------------- | ----------------------------- | --------- |
| 1992 | Mejor música original | Vacas                         | Nominado  |
| 1993 | Mejor música original | La ardilla roja               | Ganador   |
| 1996 | Mejor música original | Tierra                        | Ganador   |
| 1998 | Mejor música original | Los amantes del círculo polar | Ganador   |
| 1999 | Mejor música original | Todo sobre mi madre           | Ganador   |
| 2001 | Mejor música original | Lucía y el sexo               | Ganador   |
| 2002 | Mejor música original | Hable con ella                | Ganador   |
| 2006 | Mejor música original | Volver                        | Ganador   |
| 2008 | Mejor música original | Che, el argentino             | Nominado  |
| 2009 | Mejor música original | Los abrazos rotos             | Ganador   |
| 2010 | Mejor música original | También la lluvia             | Ganador   |
| 2011 | Mejor música original | La piel que habito            | Ganador   |
| 2015 | Mejor música original | Ma ma                         | Nominado  |
| 2016 | Mejor música original | Julieta                       | Nominado  |
| 2017 | Mejor música original | La cordillera                 | Nominado  |
| 2018 | Mejor música original | Yuli                          | Nominado  |
| 2019 | Mejor música original | Dolor y gloria                | Ganador   |
| 2021 | Mejor música original | Maixabel                      | Nominado  |
| 2025 | Mejor música original | La habitación de al lado      | Ganador   |

Medallas del Círculo de Escritores Cinematográficos
| Año  | Categoría    | Película                 | Resultado |
| ---- | ------------ | ------------------------ | --------- |
| 2002 | Mejor música | Hable con ella           | Ganador   |
| 2003 | Mejor música | Te doy mis ojos          | Ganador   |
| 2004 | Mejor música | La mala educación        | Nominado  |
| 2006 | Mejor música | Volver                   | Ganador   |
| 2008 | Mejor música | Che, el argentino        | Nominado  |
| 2009 | Mejor música | Los abrazos rotos        | Nominado  |
| 2010 | Mejor música | También la lluvia        | Ganador   |
| 2011 | Mejor música | La piel que habito       | Nominado  |
| 2013 | Mejor música | Los amantes pasajeros    | Nominado  |
| 2018 | Mejor música | Quién te cantará         | Ganador   |
| 2019 | Mejor música | Dolor y gloria           | Ganador   |
| 2021 | Mejor música | Maixabel                 | Nominado  |
| 2021 | Mejor música | Madres paralelas         | Nominado  |
| 2024 | Mejor música | La habitación de al lado | Nominado  |

Premios Platino
| Año  | Categoría             | Película | Resultado |
| ---- | --------------------- | -------- | --------- |
| 2019 | Mejor música original | Yuli     | Ganador   |

Premios Globo de Oro
| Año  | Categoría          | Película            | Resultado |
| ---- | ------------------ | ------------------- | --------- |
| 2007 | Mejor banda sonora | Cometas en el cielo | Nominado  |
| 2021 | Mejor banda sonora | Madres paralelas    | Nominado  |

Festival Internacional de Cine de Cannes
| Año  | Categoría               | Película       | Resultado |
| ---- | ----------------------- | -------------- | --------- |
| 2019 | Cannes Soundtrack Award | Dolor y gloria | Ganador   |

Festival Internacional de Cine de Venecia
| Año  | Categoría              | Película       | Resultado |
| ---- | ---------------------- | -------------- | --------- |
| 2002 | Premio Rota Soundtrack | Pasos de baile | Ganador   |

Otros premios
- Distinciones
  - 2017- Medalla de Oro al Mérito en las Bellas Artes (Ministerio de Cultura y Deportes)[22]
- Premios del Cine Europeo:
  - 2004- La mala educación y Te doy mis ojos (nominación)
  - 2006- Volver (ganador)
  - 2009- Los abrazos rotos (ganador)
  - 2011- La piel que habito (nominación)
  - 2012- Tinker Tailor Soldier Spy (ganador)[23]
- Premios Feroz
  - 2019 - Mejor música original por Quién te cantará (ganador)
  - 2021 - Mejor música original por Madres paralelas (ganador)
  - 2025 - Mejor música original por La habitación de al lado (ganador)
- World Soundtrack Awards:
  - 2004- Mejor compositor del año por La mala educación (nominación)
  - 2006- Mejor banda sonora original del año por El jardinero fiel (ganador)
  - 2006- Mejor compositor del año por El jardinero fiel (ganador)
  - 2008- Mejor compositor del año por Cometas en el cielo (nominación)
- Premios BAFTA:
  - 2005- El jardinero fiel (nominación);
  - 2007- Cometas en el cielo (nominación);
  - 2011- Tinker tailor soldier spy (nominación).
- International Press Academy Satellite Award (Film Composer Award):
  - 2005- Mejor banda sonora original por El jardinero fiel  (nominación)
  - 2007- Mejor banda sonora original por Cometas en el cielo (ganador)
- Hollywood Film Festival (Film Composer Award):
  - 2011- Mejor compositor del año por La piel que habito y Tinker tailor soldier spy (El Topo) (ganador)
- Premio Nacional del Ministerio de Cultura
  - 2007- Premio Nacional de Cinematografía
- Premio UIMP a la Cinematografía
  - 2012- Premio UIMP a la Cinematografía